# Oldsum
Oldsum település Németországban, Schleswig-Holstein tartományban. Lakosainak száma 519 fő (2023. december 31.). Oldsum Midlum (Föhr), Alkersum, Borgsum, Süderende, Dunsum, Witsum és Utersum községekkel határos.

## Fekvése
Föhr szigetén fekvő település. A település részei: Toftum és Klintum

## Népesség
A település népességének változása:
| Lakosok száma | 524  | 507  | 514  | 514  | 519  | 525  | 519  |
|               | 1975 | 2017 | 2018 | 2019 | 2021 | 2022 | 2023 |